# Elisabeth Kaza
Elisabeth Kaza (* 9. Mai 1924 in Kaposvár, Ungarn; † 4. Januar 2004 in Paris, Frankreich) war eine ungarisch-französische Schauspielerin. Sie wurde vor allem bekannt durch ihre Darstellung der Virginia Broadhurst im Film La Bête – Die Bestie.

## Leben
Ihr Schauspieldebüt hatte die gebürtige Ungarin 1966 im französischen Film Une femme en blanc se révolte. Sie hatte danach mehrere kleine Rollen, bis sie 1975 im Film La Bête – Die Bestie des polnischen Regisseurs Walerian Borowczyk mitspielte. In dem bizarren Horrorfilm, der von einer erotischen Begegnung zwischen einer Bestie und einer jungen Dame handelt, bekleidete sie die Rolle der Virginia Broadhurst, der Tante der Hauptperson.
Elisabeth Kaza spielte in internationalen Produktionen mit und arbeitete unter anderem in Italien, Deutschland und Frankreich. 1983 hatte sie eine Rolle in Fellinis Schiff der Träume. 1984 spielte sie im Tatort: Kielwasser mit. Sie trat vor allem in Nebenrollen auf. Wiederkehrende Rollen hatte sie in der Fernsehserie Estelle (1993) und Die Bockreiter (1994). Im 1995er Film Castle Freak von Stuart Gordon hatte sie eine größere Rolle. 
Elisabeth Kaza verstarb am 4. Januar 2004 im Alter von 79 Jahren. In ihrem Todesjahr erschienen vier Filme, in denen sie noch mitgespielt hatte.

## Filmografie (Auswahl)
- 1966: Une femme en blanc se révolte
- 1975: Das Biest (La bête)
- 1975: Unternehmen Rosebud (Rosebud)
- 1976: Monsieur Klein (Mr. Klein)
- 1978/1982: Mit Rose und Revolver (Les Brigades du Tigre; Fernsehserie, 2 Folgen)
- 1983: Fellinis Schiff der Träume (E la nave va)
- 1984: Tatort: Kielwasser
- 1987: Iron Warrior
- 1988: Bernadette – Das Wunder von Lourdes
- 1990–1994: Ein Haus in der Toscana (Fernsehserie)
- 1991: Paprika – Ein Leben für die Liebe (Paprika)
- 1994: Die Bockreiter (De legende van de Bokkerijders) (Fernsehserie)
- 1995: Jefferson in Paris
- 1995: Castle Freak
- 1998: Die Cellistin – Liebe und Verhängnis
- 1999: Kommissar Navarro (Navarro; Fernsehserie, 1 Folge)
- 1999: Raven – Die Unsterbliche (Highlander: The Raven; Fernsehserie, 1 Folge)
- 2004: Willkommen bei den Korsen (L'enquête corse)